# Azzurra Ermito
Azzurra Ermito (Brindisi, 14 agosto 1983) è un'ex cestista italiana.
Ala di 184 cm, ha giocato con Priolo in Serie A1.

## Carriera
Arriva a Priolo nel 2002-03 proveniente da Battipaglia, ma salta tutta la prima stagione per un grave infortunio. Nella terza stagione, è convocata sei volte ma non scende mai in campo.
Nel 2006-2007 ha giocato in Serie B d'Eccellenza con la Futura Licata.

## Statistiche
Dati aggiornati al 19 luglio 2011.
| Stagione        | Squadra     | Competizione | Partite | Partite | Partite | Statistiche tiro | Statistiche tiro | Statistiche tiro | Altre statistiche | Altre statistiche | Altre statistiche | Altre statistiche | Altre statistiche |
| Stagione        | Squadra     | Competizione | Pres.   | Titol.  | Minuti  | Tiri da 2        | Tiri da 3        | Liberi           | Rimb.             | Assist            | Rubate            | Stopp.            | Punti             |
| --------------- | ----------- | ------------ | ------- | ------- | ------- | ---------------- | ---------------- | ---------------- | ----------------- | ----------------- | ----------------- | ----------------- | ----------------- |
| 2002-2003       | Acer Priolo | Serie A1     | 0       | 0       | 0       | 0                | 0                | 0                | 0                 | 0                 | 0                 | 0                 | 0                 |
| 2003-2004       | Acer Priolo | Serie A1     | 10      |         | 32      | 2/5              | 2/4              | 0                | 3                 | 1                 | 1                 |                   | 10                |
| 2004-2005       | Acer Priolo | Serie A1     | 0       | 0       | 0       | 0                | 0                | 0                | 0                 | 0                 | 0                 | 0                 | 0                 |
| Totale carriera |             |              |         |         |         |                  |                  |                  |                   |                   |                   |                   |                   |